# ShowVen TV
ShowVen es un canal de televisión abierto venezolano de vídeos musicales, cuya programación es muy parecida a las de las reconocidas cadenas de televisión MTV y (en mayor medida) HTV. La señal reemplazo a "Corazón Llanero TV" en junio de 2022. Es propiedad del Ministerio del Poder Popular para la Comunicación y la Información de Venezuela, y operada por el Grupo ShowVen. Integrando así el Sistema Bolivariano de Comunicación e Información (SiBCI), con sede en la ciudad de Caracas. 
En su etapa como "Corazón Llanero TV" fue el primer canal del estado Venezolano en tener toda su producción integra en HDTV. Para la programación  que heredo de aquella etapa, se mantiene esta calidad de imagen al igual que las diversas transmisiones en conjunto con canales públicos como TVes y  con canales de televisión privados (Globovisión, Canal I, Etc.).[cita requerida]

## Programación
Heredada de "Corazón Llanero TV":
- Corazón Llanero: La Revista: Espacio de variedades en torno al tema de la música llanera.
- Talento de Corazón - TDC: Concurso de talentos basado en la música llanera.
- Concierto de Lujo: Presentaciones en vivo especiales con público grabadas desde el Teatro Junín. Sede de ShowVen y Corazón Llanero.

Propia:
- Bloques Musicales: Predomina el pop latino y el género urbano en mayor grado con procedencia no solo del Caribe. En un grado inmediato figuran la salsa y la música llanera. Un hecho curioso es que entraron otros géneros como la cumbia, que al igual que el pop, no solo procede del Caribe. Gran cantidad de artistas que se ven en la programación musical son venezolanos.
- ¡ENTÉRATE!: Cortos entre la programación con noticias de la música y el entretenimiento en general.

## Grupo ShowVen
Tiene como centro el Teatro Junín de Caracas, sede de la aún activa Fundación Corazón Llanero que a su vez dispone de un estudio de grabación, sello discográfico, revista digital, sala de conciertos y una escuela de formación de talentos. El Grupo cuenta con una organizadora y promotora de espectáculos a nivel nacional.

### "Tu eres la radio"
Además de ShowVen TV, el grupo cuenta con la emisora 92.9FM en Caracas. Esta señal inició como  Corazón Llanero FM luego del cese de la fórmula 92.9 Tu FM del grupo 1BC el 26 de agosto de 2017.En sus inicios ofrecía música llanera en mayoría, y otros estilos en menos proporción. Luego de un año ofrecía solo música llanera. Desde junio de 2022 con la llegada del Grupo ShowVen, abandona el nombre de Corazón Llanero para asumir una fórmula popular-juvenil con musicalización variada en donde el pop latino en español es mayoría con gran presencia de artistas venezolanos incluyendo la música llanera. Opera bajo el eslogan "Tu Eres La Radio"
Tanto la señal de radio como televisión pueden verse a través de una aplicación para dispositivos móviles